# Лента Кочубея
Лента Кочубея (лат. Catocala kotshubeji) — ночная бабочка из семейства Erebidae. Эндемик Приморья. Описана в честь украинского врача, энтомолога-любителя Г. С. Кочубея.

## Описание
Размах крыльев около 47 мм. Передние крылья одноцветные, тёмно-коричневого цвета, с характерным рисунком из пятен и перевязей. На нижней стороне крылья с грязновато-белыми перевязями. Задние крылья розовато-красные с черным рисунком. Черная перевязь на них без M-образного излома, поворачивает в направлении к корню крыла и лишь затем упирается в задний край. Снизу задние крылья в задней половине бледно-розоватые с чёрным рисунком.

## Ареал
Эндемик южного Приморья. Встречается в долине реки Партизанская.

## Время лёта
Лёт в конце июля-начале августа.

## Размножение
По аналогии с другими видами ленточниц можно предположить, что стадия гусеницы приходится на первую половину лета, а зимует стадия яйца. Гусеницы неизвестны. Их кормовое растение не выяснено, но нельзя исключать узкую трофическую специализацию вида на какой-либо древесной породе.

## Численность
Количественные учёты не проводились. По-видимому, общая численность очень незначительна и находится на критическом уровне. Лимитирующие факторы не изучены.

## Замечания по охране
Занесен в Красную Книгу России (I категория — находящийся под угрозой исчезновения вид).